# هوهغفاشتي
هوهغفاشتي (بالإنجليزية: Hohgwächte)‏ هو أحد جبال سلسلة جبال الألب بينيني وجزء من القمة الأم يقع في كانتون فاليز، سويسرا. يبلغ ارتفاع الجبل حوالي 3740 متر، بينما يبلغ ارتفاع نتوء الجبل 82 متر.